# شاين بونهام
شاين بونهام (بالإنجليزية: Shane Bonham)‏ هو لاعب كرة قدم أمريكية أمريكي، ولد في 18 أكتوبر 1970 في فيربانكس في الولايات المتحدة.

## وصلات خارجية
- شاين بونهام على موقع مرجع كرة القدم المحترفة.كوم (الإنجليزية)